# PCHA 1921/22
Die Saison 1921/22 war die elfte reguläre Saison der Pacific Coast Hockey Association (PCHA). Meister wurden die Vancouver Millionaires.

## Modus
In der Regulären Saison absolvierten die drei Mannschaften jeweils 24 Spiele. Die beiden Erstplatzierten trafen anschließend in Hin- und Rückspiel um den Meistertitel aufeinander, wobei das bessere Torverhältnis aus beiden Spielen entscheidend war. Für einen Sieg erhielt jede Mannschaft zwei Punkte, bei einem Unentschieden einen Punkt und bei einer Niederlage null Punkte.

## Saisonverlauf
Mit der Western Canada Hockey League bekam die PCHA einen weiteren Rivalen um die besten Eishockeyspieler Nordamerikas. Am 9. Januar musste Lester Patrick, Verteidiger der Victoria Aristocrats, zwischenzeitlich in das Tor seiner Mannschaft gehen und hielt dabei sogar einen Penaltyschuss des Starspielers Jack Adams. Jener Jack Adams wurde mit 30 Punkten Topscorer der PCHA. Nachdem bereits die reguläre Saison spannend verlief und alle drei Teams nur jeweils ein Punkt voneinander entfernt lagen, entscheiden die Vancouver Millionaires den Meistertitel in den Playoffs mit zwei 1:0-Siegen gegen die Seattle Metropolitans denkbar knapp.

## Tabelle Reguläre Saison
Abkürzungen: GP = Spiele, W = Siege, L = Niederlagen, T = Unentschieden, GF = Erzielte Tore, GA = Gegentore, Pts = Punkte
|                        | GP | W  | L  | T | GF | GA | Pts |
| ---------------------- | -- | -- | -- | - | -- | -- | --- |
| Seattle Metropolitans  | 24 | 12 | 11 | 1 | 65 | 64 | 25  |
| Vancouver Millionaires | 24 | 12 | 12 | 0 | 77 | 68 | 24  |
| Victoria Aristocrats   | 24 | 11 | 12 | 1 | 61 | 71 | 23  |

## Playoffs
- Seattle Metropolitans – Vancouver Millionaires 0:1/0:1

## Stanley Cup Challenge
Erstmals musste der PCHA-Meister zunächst in einer Qualifikation gegen den Meister der Western Canada Hockey League antreten. Dort setzten sich die Vancouver Millionaires gegen den WCHL-Meister Regina Capitals durch, unterlagen anschließend jedoch den Toronto St. Patricks aus der National Hockey League in einer Best-of-Five-Serie mit 2:3 Siegen.